# Billetes de Zimbabue
Los billetes de Zimbabue fueron emitidos por el Banco de la Reserva de Zimbabue (Reserve Bank of Zimbabwe) de 1980 a 2009. Se caracterizan por contar entre sus emisiones con el segundo billete con el mayor número de ceros en el mundo.
Los billetes de Zimbabue se emitieron en cuatro representaciones de dólar zimbabuense ($ o Z$). El primer dólar (ZWD) reemplazó al dólar rodesiano en 1980, a la par de la proclamación de la independencia. Se dejó de fabricar debido a la hiperinflación en Zimbabue, que lo convirtió en el segundo billete más devaluado del mundo, solo superado por el pengő húngaro.
La imagen principal en el anverso de los billetes regulares fueron las  Rocas equilibradas de Chiremba en Epworth, Harare. Por su inclusión en los cheques de emergencia al portador y en los «agrocheques», las rocas equilibradas se convirtieron en el emblema del Banco de la Reserva. El reverso de los billetes a menudo ilustra la cultura o los hitos del país.
El segundo dólar (ZWN) fue reemplazado el 1 de agosto de 2008 por el tercer dólar (ZWR), que, a su vez, fue sustituido el 2 de febrero de 2009 por el cuarto dólar (ZWL) al perder rápidamente su valor. Las sanciones económicas y comerciales impuestas contra el gobierno de Zimbabue y el Banco de la Reserva dificultaron la incorporación de elementos de seguridad más modernos en la mayoría de los billetes emitidos desde septiembre de 2008.
El Banco de Reserva planeó originalmente desmonetizar los billetes del tercer dólar el 30 de junio de 2009, sin embargo, el dólar de Zimbabue en conjunto fue suspendido a partir del 12 de abril de 2009, lo cual implicó que los billetes del tercer y cuarto dólar no llegaran a ser de curso legal.

## Historia

Los tipos de cambio oficial, paralelo y OMIR (Old Mutual Implied Rate), permiten mostrar la evolución de la hiperinflación en Zimbabue de 2001 a 2009

Los billetes del primer dólar de Zimbabue (ZWD) fueron emitidos en el año 1980 por el Banco de la Reserva de Zimbabue (anteriormente Reserve Bank of Rhodesia), coincidiendo con la independencia del país. Estos billetes reemplazaron al papel moneda circulante del dólar de Rhodesia, a la par de su valor. La primera serie de billetes tenía las denominaciones de $ 2 hasta $ 20, y llevaba la firma de Desmond Krogh, entonces el último Gobernador del Banco de Reserva de Rhodesia. De 1994 a 1997, el Banco de Reserva emitió una nueva serie de billetes que iban de los $ 2 a los $ 100. No obstante el billete de $ 2 fue retirado y reemplazado por una moneda en 1997. El aumento de la inflación afectó también el poder adquisitivo del dólar zimbabuense, debiendo emitirse billetes de $ 500 y $ 1000, entre 2001 y 2005, con medidas de seguridad mejoradas (hologramas) para evitar la falsificación.
El Banco de la Reserva de Zimbabue emitió también cheques de viajero especiales en 2003, con seis denominaciones que iban de los $ 1000 hasta los $ 100 000. Estos cheques tuvieron una corta duración debido a su impopularidad con el público, pues se requería de una identificación tanto durante la emisión como durante el cobro, además el portador podía utilizarlos una sola vez. Como de costumbre, los bancos cobraron una comisión al efectuar operaciones con dichos cheques. El 15 de septiembre de ese mismo año, el Banco de Reserva conjuntamente con el Standard Chartered Bank, emitieron cheques especiales al portador, con denominaciones que iban desde los $ 5000 hasta los $ 20 000 dólares zimbabuenses.
Los límites de tiempo fueron ignorados o extendidos gracias a múltiples decretos, lo que significa que todos los billetes de estas emisiones permanecieron vigentes en la práctica, hasta el 21 de agosto de 2006.
A partir del 1 de agosto de 2006 se dio inicio a la emisión del segundo dólar de Zimbabue (ZWN), con diseños menos elaborados, que reemplazaba al primer dólar en razón de 1000 a 1, vale decir, mil unidades del primer dólar (ZWD) equivalían a una sola unidad del segundo dólar (ZWN). La redenominación (con el nombre clave de «Operation Sunrise») fue muy publicitada pero también fue rápida y desorganizada, lo que dio lugar a que muchas personas no tuvieran tiempo suficiente para convertir sus viejos cheques al portador a las nuevas denominaciones antes de que perdieran completamente su valor. Al respecto, el gobernador del Banco de Reserva Gideon Gono, dijo: «10 trillones [de primeros dólares] todavía seguían allí afuera, pero se habían convertido en estiércol».
En el segundo trimestre de 2008, se distribuyeron cheques agrícolas (llamados «agrocheques») en denominaciones de $ 5 billones a $ 100 billones (un billón en el sistema corto norteamericano equivale numéricamente a mil millones). Debido a que las funciones de estos «agrocheques» eran similares a la de los cheques al portador, se usaba regularmente pues los precios seguían aumentando. En los últimos meses del segundo dólar, el cheque de 200 000 dólares era el papel moneda de curso legal más bajo, a pesar de tener su fecha de caducidad prorrogada en dos oportunidades.
Los impresores Giesecke & Devrient, con sede en Múnich, dejaron de proporcionar el papel para los billetes al Banco de Reserva desde el 1 de julio de 2008, en respuesta a una solicitud oficial del gobierno alemán y a los llamados a sanciones internacionales contra el régimen de Robert Mugabe. Asimismo, la licencia de usuario final del software Jura JSP, emitida por la empresa de propiedad estatal Fidelity Printers & Refiners, también concluyó el 24 de julio de 2008 por razones similares, aunque el comunicado oficial de prensa citó que era prácticamente imposible evitar que los impresores usaran este software.
El 1 de agosto de 2008, los billetes del tercer dólar de Zimbabue (ZWR), que se imprimieron para la segunda fase abandonada de la redenominación de 2006, reemplazaron a los billetes del segundo dólar, a razón de 10 000 millones (1010) a 1. Los cheques al portador y los «agrocheques» fueron eliminados, junto con las denominaciones más pequeñas del tercer dólar, el 1 de enero de 2009. A pesar de la reforma, el Banco de Reserva emitió varias denominaciones de alto valor, de hasta $ 100 trillones (100 billones en la escala larga) en el período comprendido entre septiembre de 2008 a enero de 2009, que simplemente mantuvo un ritmo similar con la tasa de efectivo en lugar de las tasas del mercado negro.
El 2 de febrero de 2009, se introdujeron los billetes del cuarto dólar de Zimbabue (ZWL) para reemplazar a los del tercer dólar, a razón de un billón en la escala larga (1012) a 1. Se preveía originalmente que los billetes del tercer dólar seguirían siendo de curso legal hasta el 30 de junio de 2009, pero todos se retiraron de circulación después de la suspensión del dólar de Zimbabue, el 12 de abril de 2009.

## Primer dólar de Zimbabue (ZWD)
Las  Rocas equilibradas de Chiremba, cerca de Harare, constituyen la imagen principal en el anverso de los dos primeros diseños de los billetes del Primer Dólar de Zimbabue. En el reverso de estos billetes se incluye alguno de los principales monumentos y paisajes del país, como la presa de Kariba y fauna local. Debido a la hiperinflación de finales del siglo XX, se tuvieron que emplear las mismas planchas de ediciones anteriores para imprimir billetes de emergencia. Aunque los billetes del primer diseño fueron eliminados gradualmente a partir de 1997, el papel moneda restante perdió su valor el 21 de agosto de 2006.

### Serie de billetes de 1980
El Banco de la Reserva de Zimbabue imprimió la primera serie de billetes para el país recién independizado en 1980, y los puso en circulación en etapas, del 15 de abril de 1981 al 14 de abril de 1982. La serie llevó la firma de Desmond C. Krogh, el último gobernador del Banco de Reserva de Rodesia. Estaban fechados como 1980, aunque se emitieron en 1981 (a excepción del billete de $ 20 que se emitió en 1982). Los billetes tienen a Salisbury como capital, en lugar de Harare, debido a que dicha ciudad fue renombrada el 18 de abril de 1982. Existen cuatro denominaciones de esta serie: $ 2, $ 5, $ 10 y $ 20, y en ellos se hizo un uso extensivo de la técnica Guilloché, una característica de seguridad común en muchos billetes de la década de los ochenta. La marca de agua consistía en una vista de perfil del ave de Zimbabue, pero los lotes finales de billetes de dos y cinco dólares –ambos fechados en 1994– tenían una vista de ¾ del ave con un cuello más largo. El esquema de colores también cambió con respecto a los billetes de Rodesia: el billete de dos dólares cambió de rojo a azul, el de cinco de marrón a verde, el de diez de gris a rojo oscuro.
Las primeras impresiones del billete de $ 10 (Pick N.º 3b) cometieron el error de presentar a Salisbury como ciudad capital, cuando ya había sido renombrada como Harare. Esta equivocación se corrigió en las posteriores emisiones (Pick N.º 3c). No hubo billetes de $ 2 con fecha de 1982: el segundo tiraje de esta denominación se realizó en 1983 con Kombo Moyana como gobernador del Banco de Reserva. La serie firmada por Moyana es idéntica a las dos últimas series, excepto por la fecha y la firma.
| Valor nominal | Imágenes | Imágenes                                                                        | Pick N.º | Dimensiones | Color predominante | Descripción                                                                                  | Descripción                                              | Fecha de | Fecha de             | Fecha de |
| Valor nominal | Anverso  | Reverso                                                                         | Pick N.º | Dimensiones | Color predominante | Anverso                                                                                      | Reverso                                                  | Emisión  | Retiro               |          |
| ------------- | -------- | ------------------------------------------------------------------------------- | -------- | ----------- | ------------------ | -------------------------------------------------------------------------------------------- | -------------------------------------------------------- | -------- | -------------------- | -------- |
| $ 2           |          |                                                                                 | 1a       | 134 × 69 mm | Azul               | Rocas equilibradas de Chiremba, búfalo africano, Salisbury como capital. Firma Desmond Krogh | Pez tigre y presa de Kariba                              | 1980     | 21 de agosto de 2006 |          |
| $ 2           | 1b       | Rocas equilibradas, búfalo africano, Harare como capital. Firma Kombo Moyana    | 1983     | 134 × 69 mm | Azul               |                                                                                              | Pez tigre y presa de Kariba                              |          | 21 de agosto de 2006 |          |
| $ 5           |          |                                                                                 | 2a       | 140 × 73 mm | Verde              | Rocas equilibradas, cebra, Salisbury como capital. Firma Krogh                               | Aldea y trabajadoras                                     | 1980     | 21 de agosto de 2006 |          |
| $ 5           | 2b       | Rocas equilibradas, cebra, Harare como capital. Firma Krogh                     | 1982     | 140 × 73 mm | Verde              |                                                                                              | Aldea y trabajadoras                                     |          | 21 de agosto de 2006 |          |
| $ 5           | 2c       | Rocas equilibradas, cebra, Harare como capital. Firma Moyana                    | 1983     | 140 × 73 mm | Verde              |                                                                                              | Aldea y trabajadoras                                     |          | 21 de agosto de 2006 |          |
| $ 10          |          |                                                                                 | 3a       | 146 × 77 mm | Rojo oscuro        | Rocas equilibradas, antílope sable, Salisbury como capital. Firma Krogh                      | Harare, «Llama Eterna» del Acre de los Héroes Nacionales | 1980     | 21 de agosto de 2006 |          |
| $ 10          | 3b       | Rocas equilibradas, antílope sable, Salisbury como capital (error). Firma Krogh | 1982     | 146 × 77 mm | Rojo oscuro        |                                                                                              | Harare, «Llama Eterna» del Acre de los Héroes Nacionales |          | 21 de agosto de 2006 |          |
| $ 10          | 3c       | Rocas equilibradas, antílope sable, Harare como capital. Firma Krogh            | 1982     | 146 × 77 mm | Rojo oscuro        |                                                                                              | Harare, «Llama Eterna» del Acre de los Héroes Nacionales |          | 21 de agosto de 2006 |          |
| $ 10          | 3d       | Rocas equilibradas, antílope sable, Harare como capital. Firma Moyana           | 1983     | 146 × 77 mm | Rojo oscuro        |                                                                                              | Harare, «Llama Eterna» del Acre de los Héroes Nacionales |          | 21 de agosto de 2006 |          |
| $ 20          |          |                                                                                 | 4a       | 152 × 81 mm | Gris de Payne      | Rocas equilibradas, jirafa, Salisbury como capital. Firma Krogh                              | Elefante y cataratas Victoria                            | 1980     | 21 de agosto de 2006 |          |
| $ 20          | 4b       | Rocas equilibradas, jirafa, Harare como capital. Firma Krogh                    | 1982     | 152 × 81 mm | Gris de Payne      |                                                                                              | Elefante y cataratas Victoria                            |          | 21 de agosto de 2006 |          |
| $ 20          | 4c       | Rocas equilibradas, jirafa, Harare como capital. Firma Moyana                   | 1983     | 152 × 81 mm | Gris de Payne      |                                                                                              | Elefante y cataratas Victoria                            |          | 21 de agosto de 2006 |          |

### Serie Leonard Tsumba
En agosto de 1993, Leonard L. Tsumba reemplazó a Kombo Moyana como gobernador del Banco de Reserva. Los primeros billetes que se emitieron con su firma fueron las dos últimas emisiones con el diseño original, de fecha 1994. La primera emisión consistía en denominaciones de $ 2 a $ 20 con la marca de agua original del ave de Zimbabue —con cuello corto y de perfil— mientras que la segunda emisión consistió solamente en billetes con las denominaciones de $ 2 y $ 5, que llevan como marca de agua la misma ave, pero con un cuello más largo y en ángulo de ¾ de perfil.
En 1994, el diseño general de los billetes fue revisado para mantenerse al día con el avance de las tecnologías contra la falsificación, lo que resultó en el lanzamiento de dos nuevas denominaciones ($ 50 y $ 100) entre 1994 y 1995, también para contrarrestar los efectos de la inflación, que alcanzó su punto máximo de 41,6 % en 1992.
En 2001 se emitió la denominación de $ 500 con el rojo como color principal. Las versiones de 2003 fueron de color marrón. El 2 de octubre de 2003 aparece la denominación de $ 1000. La única diferencia entre las dos variantes de los billetes de $ 1000 (Pick N.º 12) es solamente el tipo de letra del número de serie.
| Valor nominal | Imágenes | Imágenes | Pick N.º                    | Dimensiones | Color predominante | Descripción                                      | Descripción                                        | Fecha de      | Fecha de             |
| Valor nominal | Anverso  | Reverso  | Pick N.º                    | Dimensiones | Color predominante | Anverso                                          | Reverso                                            | Emisión       | Retiro               |
| ------------- | -------- | -------- | --------------------------- | ----------- | ------------------ | ------------------------------------------------ | -------------------------------------------------- | ------------- | -------------------- |
| $ 2           |          |          | 1c                          | 69 × 134 mm | Azul               | Rocas equilibradas de Chiremba y búfalo africano | Pez tigre y presa de Kariba                        | 1994          | 1997                 |
| $ 2           | 1d       |          |                             | 69 × 134 mm | Azul               | Rocas equilibradas de Chiremba y búfalo africano | Pez tigre y presa de Kariba                        | 1994          | 1997                 |
| $ 5           |          |          | 2d                          | 73 × 140 mm | Verde              | Rocas equilibradas de Chiremba y cebra           | Aldea y trabajadoras                               | 1994          | 1997                 |
| $ 5           | 2e       |          |                             | 73 × 140 mm | Verde              | Rocas equilibradas de Chiremba y cebra           | Aldea y trabajadoras                               | 1994          | 1997                 |
| $ 10          |          |          | 3e                          | 77 × 146 mm | Rojo oscuro        | Rocas equilibradas de Chiremba y antílope sable  | Vista de Harare con la «Llama de la libertad»      | 1994          | 1997                 |
| $ 20          |          |          | 4d                          | 81 × 152 mm | Gris de Payne      | Rocas equilibradas de Chiremba y jirafa          | Elefante y Cataratas Victoria                      | 1994          | 1997                 |
| $ 5           |          |          | 5a                          | 68 × 139 mm | Rosado             | Rocas equilibradas de Chiremba                   | Colinas en litografía.                             | 1997          | 2001                 |
| $ 5           |          | 5b       | Colinas en grabado a buril. | 68 × 139 mm | Rosado             | Rocas equilibradas de Chiremba                   |                                                    | 1997          | 2001                 |
| $ 10          |          |          | 6                           | 70 × 142 mm | Verde              | Rocas equilibradas de Chiremba                   | Acantilados Chilojo                                | 1997          | 21 de agosto de 2006 |
| $ 20          |          |          | 7                           | 71 × 145 mm | Verde azulado      | Rocas equilibradas de Chiremba                   | Cataratas Victoria                                 | 1997          | 21 de agosto de 2006 |
| $ 50          |          |          | 8                           | 75 × 148 mm | Verde oliva        | Rocas equilibradas de Chiremba                   | Ruinas del Gran Zimbabue y ave de Zimbabue en rojo | Marzo de 1994 | 21 de agosto de 2006 |
| $ 100         |          |          | 9                           | 76 × 151 mm | Morado             | Rocas equilibradas de Chiremba                   | Presa de Kariba                                    | Enero de 1995 | 21 de agosto de 2006 |
| $ 500         |          |          | 10                          | 78 × 154 mm | Rojo               | Rocas equilibradas de Chiremba                   | Central eléctrica de Hwange                        | 2001          | 21 de agosto de 2006 |
| $ 500         |          |          | 11a                         | 78 × 154 mm | Marrón             | Rocas equilibradas de Chiremba                   | Central eléctrica de Hwange                        | 2003          | 21 de agosto de 2006 |
| $ 1000        |          |          | 12a                         | 78 × 154 mm | Lila               | Rocas equilibradas de Chiremba                   | Elefantes                                          | 2003          | 21 de agosto de 2006 |
| $ 1000        | 12b      |          |                             | 78 × 154 mm | Lila               | Rocas equilibradas de Chiremba                   | Elefantes                                          | 2003          | 21 de agosto de 2006 |

### Serie Gideon Gono
La serie Gideon Gono de 2004 llevaba la firma del entonces gobernador del Banco de Reserva homónimo. Consistió en una sola denominación del primer dólar ($ 500). Esta fue la última serie de billetes regulares del Primer Dólar (ZWD), pues la hiperinflación devaluó completamente al papel moneda no obstante que en teoría todavía tenía curso legal hasta el 21 de agosto de 2006.
| Valor nominal | Imágenes | Imágenes | N.º Pick | Dimensiones | Color predominante | Descripción                    | Descripción                 | Fecha de | Fecha de             |
| Valor nominal | Anverso  | Reverso  | N.º Pick | Dimensiones | Color predominante | Anverso                        | Reverso                     | Emisión  | Retiro               |
| ------------- | -------- | -------- | -------- | ----------- | ------------------ | ------------------------------ | --------------------------- | -------- | -------------------- |
| $ 500         |          |          | 11b      | 78 × 154 mm | Marrón             | Rocas equilibradas de Chiremba | Central eléctrica de Hwange | 2004     | 21 de agosto de 2006 |

### Serie Standard Chartered
La serie Standard Chartered fue una serie de cheques de emergencia al portador emitidos por el Standard Chartered Bank (de ahí el título en la parte superior de estos cheques) y el Cargill Cotton Group. Estos fueron autorizados por el Banco de Reserva y tenían una duración de seis meses a partir de la fecha de emisión –los primeros billetes del dólar zimbabuense en tener un límite de tiempo–, llevan la firma de la directora de finanzas de la compañía, Priscilla Mutenbwa, y del director de operaciones, Stephen Newton-Howes.
| Valor nominal | N.º Pick | Dimensiones | Color predominante | Descripción                          | Descripción | Fecha de                | Fecha de                 |
| Valor nominal | N.º Pick | Dimensiones | Color predominante | Anverso                              | Reverso     | Emisión                 | Expiración               |
| ------------- | -------- | ----------- | ------------------ | ------------------------------------ | ----------- | ----------------------- | ------------------------ |
| $ 5000        | 13a      | 220 × 92 mm | Verde              | Fondo estampado                      | (ninguno)   | 1 de junio de 2003      | 30 de noviembre de 2003  |
| $ 5000        | 13b      | 220 × 92 mm | Azul               | Fondo estampado                      | (ninguno)   | 1 de septiembre de 2003 | 31 de marzo de 2004      |
| $ 10 000      | 14a      | 220 × 92 mm | Azul               | Fondo estampado                      | (ninguno)   | 1 de mayo de 2003       | 31 de octubre de 2003    |
| $ 10 000      | 14b      | 220 × 92 mm | Azul               | Fondo estampado                      | (ninguno)   | 1 de septiembre de 2003 | 31 de marzo de 2004      |
| $ 10 000      | 24       | 205 × 92 mm | Azul               | Fondo estampado, logotipo de Cargill | (ninguno)   | 1 de abril de 2004      | 30 de septiembre de 2004 |
| $ 20 000      | 25       | 205 × 92 mm | Verde              | Fondo estampado, logotipo de Cargill | (ninguno)   | 1 de abril de 2004      | 30 de septiembre de 2004 |
| $ 50 000      | 26       | 205 × 92 mm | Naranja            | Fondo estampado, logotipo de Cargill | (ninguno)   | 1 de abril de 2004      | 30 de septiembre de 2004 |
| $ 100 000     | 27       | 205 × 92 mm | Rojo               | Fondo estampado, logotipo de Cargill | (ninguno)   | 1 de abril de 2004      | 30 de septiembre de 2004 |

### Serie de cheques al portador de 2003
La serie de cheques al portador de 2003 fue utilizada como billetes de emergencia del primer dólar de Zimbabue, los cuales estuvieron en circulación entre el 15 de septiembre de 2003 y el 21 de agosto de 2006, fecha del retiro de este primer dólar. Las denominaciones de $ 5000, $ 10 000 y $ 20 000 fueron emitidas desde el 15 de septiembre de 2003, mientras que las denominaciones de $ 50 000 y $ 100 000, que representan a las cataratas Victoria en el reverso, se introdujeron el 1 de octubre de 2005. Tras la redenominación de agosto de 2006, los cheques al portador que originalmente estaban programados para vencer el 31 de diciembre de 2006, se desmonetizaron anticipadamente.
Los cheques al portador del 15 de septiembre de 2003 llevan la firma del gobernador interino, Charles Chikaura. El resto de la serie lleva la firma de Gideon Gono, quien fue nombrado gobernador en noviembre de 2003.
| Valor nominal | Imágenes  | Imágenes               | Pick N.º                | Dimensiones | Color predominante           | Descripción                                                   | Descripción                                        | Fecha de                 | Fecha de            | Fecha de             |
| Valor nominal | Anverso   | Reverso                | Pick N.º                | Dimensiones | Color predominante           | Anverso                                                       | Reverso                                            | Emisión                  | Expiración          | Retiro               |
| ------------- | --------- | ---------------------- | ----------------------- | ----------- | ---------------------------- | ------------------------------------------------------------- | -------------------------------------------------- | ------------------------ | ------------------- | -------------------- |
| $ 5000        |           |                        | 21a                     | 148 × 75 mm | Azul (reverso verde azulado) | Emblema del Banco de Reserva, lirio de fuego, borde Guilloché | Impresión inferior del Pick N.º 8, borde Guilloché | 15 de septiembre de 2003 | 31 de enero de 2004 | 21 de agosto de 2006 |
| $ 5000        | 21b       | 30 de junio de 2004    |                         | 148 × 75 mm | Azul (reverso verde azulado) | Emblema del Banco de Reserva, lirio de fuego, borde Guilloché | Impresión inferior del Pick N.º 8, borde Guilloché | 15 de septiembre de 2003 |                     | 21 de agosto de 2006 |
| $ 5000        | 21c / 21d | 1 de diciembre de 2003 | 31 de diciembre de 2004 | 148 × 75 mm | Azul (reverso verde azulado) | Emblema del Banco de Reserva, lirio de fuego, borde Guilloché | Impresión inferior del Pick N.º 8, borde Guilloché |                          |                     | 21 de agosto de 2006 |
| $ 5000        | 21e       | 1 de diciembre de 2003 | 31 de diciembre de 2005 | 148 × 75 mm | Azul (reverso verde azulado) | Emblema del Banco de Reserva, lirio de fuego, borde Guilloché | Impresión inferior del Pick N.º 8, borde Guilloché |                          |                     | 21 de agosto de 2006 |
| $ 10 000      |           |                        | 22a                     | 148 × 75 mm | Rosado oscuro                | Emblema del Banco de Reserva, lirio de fuego, borde Guilloché | Impresión inferior del Pick N.º 8, borde Guilloché | 15 de septiembre de 2003 | 31 de enero de 2004 | 21 de agosto de 2006 |
| $ 10 000      | 22b       | 30 de junio de 2004    |                         | 148 × 75 mm | Rosado oscuro                | Emblema del Banco de Reserva, lirio de fuego, borde Guilloché | Impresión inferior del Pick N.º 8, borde Guilloché | 15 de septiembre de 2003 |                     | 21 de agosto de 2006 |
| $ 10 000      | 22c       | 1 de diciembre de 2003 | 31 de diciembre de 2004 | 148 × 75 mm | Rosado oscuro                | Emblema del Banco de Reserva, lirio de fuego, borde Guilloché | Impresión inferior del Pick N.º 8, borde Guilloché |                          |                     | 21 de agosto de 2006 |
| $ 10 000      | 22d       | 1 de diciembre de 2003 | 31 de diciembre de 2005 | 148 × 75 mm | Rosado oscuro                | Emblema del Banco de Reserva, lirio de fuego, borde Guilloché | Impresión inferior del Pick N.º 8, borde Guilloché |                          |                     | 21 de agosto de 2006 |
| $ 20 000      |           |                        | 23a                     | 148 × 75 mm | Marrón                       | Emblema del Banco de Reserva, lirio de fuego, borde Guilloché | Impresión inferior del Pick N.º 8, borde Guilloché | 15 de septiembre de 2003 | 31 de enero de 2004 | 21 de agosto de 2006 |
| $ 20 000      | 23b       | 30 de junio de 2004    |                         | 148 × 75 mm | Marrón                       | Emblema del Banco de Reserva, lirio de fuego, borde Guilloché | Impresión inferior del Pick N.º 8, borde Guilloché | 15 de septiembre de 2003 |                     | 21 de agosto de 2006 |
| $ 20 000      | 23c       | 1 de diciembre de 2003 | 31 de diciembre de 2004 | 148 × 75 mm | Marrón                       | Emblema del Banco de Reserva, lirio de fuego, borde Guilloché | Impresión inferior del Pick N.º 8, borde Guilloché |                          |                     | 21 de agosto de 2006 |
| $ 20 000      | 23d       | 1 de diciembre de 2003 | 31 de diciembre de 2005 | 148 × 75 mm | Marrón                       | Emblema del Banco de Reserva, lirio de fuego, borde Guilloché | Impresión inferior del Pick N.º 8, borde Guilloché |                          |                     | 21 de agosto de 2006 |

| Valor nominal | Imágenes | Imágenes             | Pick N.º | Dimensiones | Color predominante | Descripción                                                   | Descripción                          | Fecha de             | Fecha de                | Fecha de             |
| Valor nominal | Anverso  | Reverso              | Pick N.º | Dimensiones | Color predominante | Anverso                                                       | Reverso                              | Emisión              | Expiración              | Retiro               |
| ------------- | -------- | -------------------- | -------- | ----------- | ------------------ | ------------------------------------------------------------- | ------------------------------------ | -------------------- | ----------------------- | -------------------- |
| $ 50 000      |          |                      | 28       | 148 × 74 mm | Morado             | Emblema del Banco de Reserva, lirio de fuego, borde Guilloché | Borde Guilloché y cataratas Victoria | 1 de octubre de 2005 | 31 de diciembre de 2006 | 21 de agosto de 2006 |
| $ 50 000      | 29       | 1 de febrero de 2006 |          | 148 × 74 mm | Morado             | Emblema del Banco de Reserva, lirio de fuego, borde Guilloché | Borde Guilloché y cataratas Victoria |                      | 31 de diciembre de 2006 | 21 de agosto de 2006 |
| $ 50 000      | 30       | 1 de febrero de 2006 |          | 148 × 74 mm | Morado             | Emblema del Banco de Reserva, lirio de fuego, borde Guilloché | Borde Guilloché y cataratas Victoria |                      | 31 de diciembre de 2006 | 21 de agosto de 2006 |
| $ 100 000     |          |                      | 31       | 148 × 74 mm | Verde              | Emblema del Banco de Reserva, lirio de fuego, borde Guilloché | Borde Guilloché y cataratas Victoria | 1 de octubre de 2005 | 31 de diciembre de 2006 | 21 de agosto de 2006 |
| $ 100 000     | 32       | 1 de junio de 2006   |          | 148 × 74 mm | Verde              | Emblema del Banco de Reserva, lirio de fuego, borde Guilloché | Borde Guilloché y cataratas Victoria |                      | 31 de diciembre de 2006 | 21 de agosto de 2006 |

## Segundo dólar de Zimbabue (ZWN)
El dólar zimbabuense cambió su denominación por primera vez el 1 de agosto de 2006, mediante una campaña de reforma monetaria designada como «Operation Sunrise». Se introdujeron nuevos cheques al portador del segundo dólar (ISO 4217: ZWN) y se reemplazaron los del primer dólar (ZWD) en proporción de 1000 a 1.
El cambio en el proceso se dio con poca anticipación y fue rápido pues todas las emisiones anteriores a las series de agosto de 2006 perderían su valor el 21 de agosto de 2006. Las malas comunicaciones –especialmente en las áreas rurales remotas– significaron que muchos ciudadanos de Zimbabue no pudieron convertir sus viejos cheques al portador a los nuevos antes de la fecha límite.

### Serie de cheques al portador de 2006
La serie de cheques al portador de 2006 se puso en circulación el 1 de agosto de 2006 e inicialmente constaba de 14 denominaciones, que iban de 1 ¢ hasta los $ 100 000. Los cheques fueron firmados por Gideon Gono y expiraron el 31 de julio de 2007, a excepción de los cheques de $ 100 y $ 500, que debían vencer inicialmente el 31 de diciembre de 2007, pero luego se extendieron hasta el 31 de julio de 2008. También se emitió la denominación de $ 5, a pesar de no ser ampliamente publicitada en la campaña de cambio monetario.
Se emitieron dos variaciones para las denominaciones de $ 10 000 y $ 100 000 de acuerdo con el Standard Catalog of World Paper Money. La diferencia entre ellas fue el uso de la agrupación de dígitos: Los cheques con el prefijo AA mostraban su denominación como «10000» o «100000», mientras que los que tenían los prefijos AB en adelante se expresan como «10 000» o «100 000».
| Valor nominal | Imágenes | Imágenes | Pick N.º | Dimensiones | Color predominante   | Descripción                                                    | Descripción                                   | Fecha de            | Fecha de                                                    |
| Valor nominal | Anverso  | Reverso  | Pick N.º | Dimensiones | Color predominante   | Anverso                                                        | Reverso                                       | Emisión             | Retiro                                                      |
| ------------- | -------- | -------- | -------- | ----------- | -------------------- | -------------------------------------------------------------- | --------------------------------------------- | ------------------- | ----------------------------------------------------------- |
| ¢ 1           |          |          | 33       | 78 × 154 mm | Rojo                 | Emblema del Banco de Reserva y valor                           | Valor dentro de un anillo                     | 1 de agosto de 2006 | 31 de julio de 2007                                         |
| ¢ 5           |          |          | 34       | 78 × 154 mm | Verde                | Emblema del Banco de Reserva y valor                           | Valor dentro de un anillo                     | 1 de agosto de 2006 | 31 de julio de 2007                                         |
| ¢ 10          |          |          | 35       | 78 × 154 mm | Marrón               | Emblema del Banco de Reserva y valor                           | Valor dentro de un anillo                     | 1 de agosto de 2006 | 31 de julio de 2007                                         |
| ¢ 50          |          |          | 36       | 78 × 154 mm | Gris                 | Emblema del Banco de Reserva y valor                           | Valor dentro de un anillo                     | 1 de agosto de 2006 | 31 de julio de 2007                                         |
| $ 1           |          |          | 37       | 74 × 148 mm | Azul                 | Emblema del Banco de Reserva y valor                           | Trabajadores agrícolas en un poblado          | 1 de agosto de 2006 | 31 de julio de 2007                                         |
| $ 5           |          |          | 38       | 74 × 148 mm | Verde (fondo marrón) | Emblema del Banco de Reserva y valor                           | Vista de Harare con la «Llama de la Libertad» | 1 de agosto de 2006 | 31 de julio de 2007                                         |
| $ 10          |          |          | 39       | 74 × 148 mm | Rojo                 | Emblema del Banco de Reserva y valor                           | Trabajadores agrícolas en un poblado          | 1 de agosto de 2006 | 31 de julio de 2007                                         |
| $ 20          |          |          | 40       | 74 × 148 mm | Marrón               | Emblema del Banco de Reserva y valor                           | Cataratas Victoria                            | 1 de agosto de 2006 | 31 de julio de 2007                                         |
| $ 50          |          |          | 41       | 74 × 148 mm | Morado               | Emblema del Banco de Reserva y valor                           | Cataratas Victoria                            | 1 de agosto de 2006 | 31 de julio de 2007                                         |
| $ 100         |          |          | 42       | 74 × 148 mm | Verde                | Emblema del Banco de Reserva y valor                           | Formación montañosa                           | 1 de agosto de 2006 | 31 de julio de 2008 (originalmente 31 de diciembre de 2007) |
| $ 500         |          |          | 43       | 74 × 148 mm | Verde oliva          | Emblema del Banco de Reserva y valor                           | Pez tigre y presa de Kariba                   | 1 de agosto de 2006 | 31 de julio de 2008 (originalmente 31 de diciembre de 2007) |
| $ 1000        |          |          | 44       | 74 × 148 mm | Marrón               | Emblema del Banco de Reserva y valor                           | Formación montañosa                           | 1 de agosto de 2006 | 31 de julio de 2007                                         |
| $ 10 000      |          |          | 46a      | 74 × 148 mm | Morado               | Emblema del Banco de Reserva y valor sin separación de dígitos | Ruinas del Gran Zimbabue                      | 1 de agosto de 2006 | 31 de julio de 2007                                         |
| $ 10 000      |          |          | 46b      | 74 × 148 mm | Morado               | Emblema del Banco de Reserva y valor con separación de dígitos | Ruinas del Gran Zimbabue                      | 1 de agosto de 2006 | 31 de julio de 2007                                         |
| $ 100 000     |          |          | 48a      | 74 × 148 mm | Verde azulado        | Emblema del Banco de Reserva y valor sin separación de dígitos | Ruinas del Gran Zimbabue                      | 1 de agosto de 2006 | 31 de julio de 2007                                         |
| $ 100 000     |          |          | 48b      | 74 × 148 mm | Verde azulado        | Emblema del Banco de Reserva y valor con separación de dígitos | Ruinas del Gran Zimbabue                      | 1 de agosto de 2006 | 31 de julio de 2007                                         |

### Serie de cheques al portador de 2007
La serie de cheques al portador de 2007 se emitió por primera vez el 2 de marzo de 2007 con la introducción de cheques de $ 5000 y $ 50 000 para servir como denominaciones intermedias entre los cheques de $ 1000, $ 10 000 y $ 100 000 respectivamente. A medida que la inflación se agravó, se introdujo también el cheque al portador de $ 200 000 el 1 de agosto de 2007, seguido de las denominaciones de $ 250 000, $ 500 000 y $ 750 000 el 20 de diciembre de 2007.
La denominación de $ 50 000 fue la primera en utilizar la técnica de tinta ópticamente variable, en el valor ubicado en la parte superior derecha del anverso. La denominación de $ 750 000 de la serie de diciembre de 2007 fue el único cheque de todas las series del segundo dólar que llevaba una cinta holográfica, debido a que el cheque se imprimió en papel preparado para los billetes de 1000 ZWD (Pick N.º 12).
| Valor nominal | Imágenes | Imágenes | Pick N.º | Dimensiones | Color predominante | Descripción                                                        | Descripción                          | Fecha de                | Fecha de                                                    |
| Valor nominal | Anverso  | Reverso  | Pick N.º | Dimensiones | Color predominante | Anverso                                                            | Reverso                              | Emisión                 | Retiro                                                      |
| ------------- | -------- | -------- | -------- | ----------- | ------------------ | ------------------------------------------------------------------ | ------------------------------------ | ----------------------- | ----------------------------------------------------------- |
| $ 5000        |          |          | 45       | 74 × 148 mm | Azul               | Emblema del Banco de Reserva y valor                               | Presa de Kariba                      | 1 de marzo de 2007      | 31 de julio de 2008 (originally 31 de julio de 2007)        |
| $ 50 000      |          |          | 47       | 74 × 148 mm | Granate            | Emblema del Banco de Reserva y valor en tinta ópticamente variable | Elefantes con las cataratas Victoria | 1 de marzo de 2007      | 31 de julio de 2008 (originally 31 de julio de 2007)        |
| $ 200 000     |          |          | 49       | 74 × 148 mm | Marrón claro       | Emblema del Banco de Reserva y valor                               | Central eléctrica Hwange             | 1 de agosto de 2007     | 31 de diciembre de 2008 (originalmente 30 de junio de 2008) |
| $ 250 000     |          |          | 50       | 74 × 148 mm | Verde oliva        | Emblema del Banco de Reserva y valor                               | Ruinas del Gran Zimbabue             | 20 de diciembre de 2007 | 30 de junio de 2008                                         |
| $ 500 000     |          |          | 51       | 74 × 148 mm | Verde              | Emblema del Banco de Reserva y valor                               | Elefantes                            | 20 de diciembre de 2007 | 30 de junio de 2008                                         |
| $ 750 000     |          |          | 52       | 78 × 154 mm | Burdeos            | Emblema del Banco de Reserva, valor y holograma                    | Elefantes con las cataratas Victoria | 31 de diciembre de 2007 | 30 de junio de 2008                                         |

### Serie de cheques al portador de 2008
La circulación de la serie de cheques al portador de 2008 comenzó el 18 de enero de ese año con tres denominaciones que iban desde $ 1 millón a $ 10 millones, y concluyó con la emisión de cheques al portador de $ 500 millones el 15 de mayo de 2008. Tres denominaciones de la serie de 2008 mantuvieron el curso legal en proporción de 1010 a 1 hasta perder su valor el 31 de diciembre de 2008.
Había dos variantes de la denominación de $ 10 millones, la principal diferencia era el tipo de letra y el tamaño del número de serie. Los cheques con números de serie un poco más altos llevaban el prefijo DA. El billete de $ 25 millones tiene una dimensión mayor que el resto de la serie de 2008.
| Valor nominal | Imágenes | Imágenes | Pick N.º | Dimensiones | Color predominante      | Descripción                          | Descripción                                   | Fecha de            | Fecha de                |
| Valor nominal | Anverso  | Reverso  | Pick N.º | Dimensiones | Color predominante      | Anverso                              | Reverso                                       | Emisión             | Retiro                  |
| ------------- | -------- | -------- | -------- | ----------- | ----------------------- | ------------------------------------ | --------------------------------------------- | ------------------- | ----------------------- |
| $ 1 000 000   |          |          | 53       | 74 × 148 mm | Marrón (fondo amarillo) | Emblema del Banco de Reserva y valor | Trabajadores agrícolas en un poblado          | 18 de enero de 2008 | 30 de junio de 2008     |
| $ 5 000 000   |          |          | 54       | 74 × 148 mm | Azul                    | Emblema del Banco de Reserva y valor | Formación montañosa                           | 18 de enero de 2008 | 30 de junio de 2008     |
| $ 10 000 000  |          |          | 55a/55b  | 74 × 148 mm | Rojo                    | Emblema del Banco de Reserva y valor | Pez tigre y presa de Kariba                   | 18 de enero de 2008 | 30 de junio de 2008     |
| $ 25 000 000  |          |          | 56       | 78 × 154 mm | Verde oscuro            | Emblema del Banco de Reserva y valor | Vista de Harare con la «Llama de la Libertad» | 4 de abril de 2008  | 30 de junio de 2008     |
| $ 50 000 000  |          |          | 57       | 74 × 148 mm | Violeta                 | Emblema del Banco de Reserva y valor | Elefantes                                     | 4 de abril de 2008  | 30 de junio de 2008     |
| $ 100 000 000 |          |          | 58       | 74 × 148 mm | Verde                   | Emblema del Banco de Reserva y valor | Trabajadores agrícolas en un poblado          | 6 de mayo de 2008   | 31 de diciembre de 2008 |
| $ 250 000 000 |          |          | 59       | 74 × 148 mm | Azul ultramar           | Emblema del Banco de Reserva y valor | Elefantes y cataratas Victoria                | 6 de mayo de 2008   | 31 de diciembre de 2008 |
| $ 500 000 000 |          |          | 60       | 74 × 148 mm | Rojo                    | Emblema del Banco de Reserva y valor | Pez tigre y presa de Kariba                   | 15 de mayo de 2008  | 31 de diciembre de 2008 |

### Agrocheques
El Banco de Reserva emitió cheques especiales agrícolas –agrocheques– desde el 15 de mayo al 31 de julio de 2008. Aunque tenían un diseño diferente y estaban destinados a ser utilizados solamente por los agricultores, se encontró que eran usados habitualmente de forma paralela con los cheques al portador ante el aumento exponencial de los precios de los alimentos. Continuando con la reforma monetaria de 2008, los agrocheques y al portador se eliminaron el 1 de enero de 2009.
Las cuatro denominaciones de esta serie no tenían las mismas dimensiones. Asimismo, el agrocheque de $ 100 mil millones ($ 1011) fue el más elevado del segundo dólar, compartiendo el récord de la mayor cantidad de ceros representados en un billete, junto con el billete del dinar yugoslavo de 500 «billones» –mil millones en nuestra escala numérica– ($ 5 × 1011) de 1993, hasta enero de 2009.
| Valor nominal               | Imágenes | Imágenes | Pick N.º | Dimensiones | Color predominante | Descripción                                            | Descripción                                    | Fecha de           | Fecha de                |
| Valor nominal               | Anverso  | Reverso  | Pick N.º | Dimensiones | Color predominante | Anverso                                                | Reverso                                        | Emisión            | Retiro                  |
| --------------------------- | -------- | -------- | -------- | ----------- | ------------------ | ------------------------------------------------------ | ---------------------------------------------- | ------------------ | ----------------------- |
| $ 5 000 000 000 (5×109)     |          |          | 61       | 74 × 148 mm | Violeta            | Emblema del Banco de Reserva, valor y motivo de jirafa | Torres de silos y motivo de jirafa (reflejado) | 15 de mayo de 2008 | 31 de diciembre de 2008 |
| $ 25 000 000 000 (2,5×1010) |          |          | 62       | 78 × 154 mm | Verde              | Emblema del Banco de Reserva, valor y motivo de jirafa | Torres de silos y motivo de jirafa (reflejado) | 15 de mayo de 2008 | 31 de diciembre de 2008 |
| $ 50 000 000 000 (5×1010)   |          |          | 63       | 74 × 148 mm | Marrón             | Emblema del Banco de Reserva, valor y motivo de jirafa | Torres de silos y motivo de jirafa (reflejado) | 15 de mayo de 2008 | 31 de diciembre de 2008 |
| $ 100 000 000 000 (1011)    |          |          | 64       | 74 × 148 mm | Azul               | Emblema del Banco de Reserva, valor y motivo de jirafa | Torres de silos y motivo de jirafa (reflejado) | 1 de julio de 2008 | 31 de diciembre de 2008 |

## Tercer dólar de Zimbabue (ZWR)

### Serie de billetes de 2007
La serie de billetes de 2007 fue desarrollada por el Banco de Reserva en octubre de 2006 para la segunda fase abandonada de la «Operation Sunrise». Las  Rocas equilibradas de Chiremba debían restablecerse como característica principal en el anverso mientras que continuaba el uso de la marca de agua del ave de Zimbabue. Tenía características de seguridad adicionales en comparación con las emisiones anteriores, que incluían hilos de seguridad y marcas de reconocimiento para los videntes parciales. Se usaron hilos de seguridad holográficos y tinta ópticamente variable en los billetes de $ 100, $ 500 y $ 1000. Cuando se produjo la redenominación del 1 de agosto de 2008, estos billetes se pusieron en circulación entre el 1 de agosto de 2008 y el 31 de diciembre de 2008.
| Valor nominal | Imágenes | Imágenes | Pick N.º | Dimensiones | Color predominante   | Descripción                    | Descripción                                                                                | Fecha de        | Fecha de                | Fecha de |
| Valor nominal | Anverso  | Reverso  | Pick N.º | Dimensiones | Color predominante   | Anverso                        | Reverso                                                                                    | Emisión         | Retiro                  |          |
| ------------- | -------- | -------- | -------- | ----------- | -------------------- | ------------------------------ | ------------------------------------------------------------------------------------------ | --------------- | ----------------------- | -------- |
| $ 1           |          |          | 65       | 68 × 134 mm | Morado y gris        | Rocas equilibradas de Chiremba | Cataratas Victoria y búfalo africano                                                       | Octubre de 2006 | 31 de diciembre de 2008 |          |
| $ 5           |          |          | 66       | 68 × 140 mm | Marrón               | Rocas equilibradas de Chiremba | Presa de Kariba y elefante                                                                 | Octubre de 2006 | 31 de diciembre de 2008 |          |
| $ 10          |          |          | 67       | 70 × 142 mm | Verde                | Rocas equilibradas de Chiremba | Tractor y torres de silos                                                                  | Octubre de 2006 | 31 de diciembre de 2008 |          |
| $ 20          |          |          | 68       | 72 × 146 mm | Rojo                 | Rocas equilibradas de Chiremba | Grano y minero                                                                             | Octubre de 2006 | 31 de diciembre de 2008 |          |
| $ 100         |          |          | 69       | 73 × 149 mm | Azul                 | Rocas equilibradas de Chiremba | Ruinas del Gran Zimbabue y árboles de Aloe excelsa                                         | Octubre de 2006 | 31 de diciembre de 2008 |          |
| $ 500         |          |          | 70       | 75 × 150 mm | Violeta              | Rocas equilibradas de Chiremba | Granja lechera y toro                                                                      | Octubre de 2006 | 31 de diciembre de 2008 |          |
| $ 1000        |          |          | 71       | 76 × 153 mm | Marrón (fondo caqui) | Rocas equilibradas de Chiremba | Edificios del parlamento, catedral anglicana de St. Mary y Banco de la Reserva de Zimbabue | Octubre de 2006 | 31 de diciembre de 2008 |          |

### Serie de billetes de 2008
La serie de billetes de 2008 circuló del 29 de septiembre de 2008 al 12 de abril de 2009. Esta serie demostró la magnitud de la hiperinflación durante el período, pues la denominación más alta aumentó de $ 1000 a $ 100 «trillones» –billones en nuestra escala numérica– (1014) en enero de 2009, siendo esta última la mayor emitida por el Banco de Reserva. Los primeros números de la serie fueron los billetes de $ 10 000 y $ 20 000, los cuales fueron seguidos por las denominaciones que se detallan a continuación:
- $ 50 000 (13 de octubre de 2008)[51]
- $ 100 000, $ 500 000 y $ 1 millón (3 de noviembre de 2008)[52]
- $ 10 millones, $ 50 millones y $ 100 millones (4 de diciembre de 2008)[53]
- $ 200 millones y $ 500 millones (12 de diciembre de 2008)[54]

Las siguientes denominaciones se anotan de acuerdo con la escala corta estadounidense:
- $ 1 «billón», $ 5 «billones» y $ 10 «billones» (19 de diciembre de 2008)[55]
- $ 20 «billones» y $ 50 «billones» (12 de enero de 2009)[56]
- $ 10 «trillones», $ 20 «trillones», $ 50 «trillones» y $ 100 «trillones» (16 de enero de 2009)[57]

La gran cantidad de denominaciones emitidas a fines de 2008, así como la suspensión del suministro de papel por parte de Giesecke & Devrient afectaron la capacidad del Banco de la Reserva para mantener la calidad de los billetes. Las denominaciones posteriores copiaron las características del diseño de la serie de billetes de 2007 y estos carecían de muchas de las características de seguridad modernas presentes en los billetes de las principales divisas (como el dólar canadiense). Los billetes de $ 20 000 a $ 500 000, y luego de $ 10 millones en adelante, utilizaron papel sin marcas de agua, mientras que los billetes de $ 500 millones se imprimieron en algodón puro. Se añadió una silueta del ave de Zimbabue en tinta ópticamente variable para compensar las carencias, pero la tira iridiscente se destinó a las denominaciones más altas. Los billetes de $ 10 000 y $ 1 000 000 reutilizaron el papel de los billetes de $ 1000 (Pick N.º 71), llevando así el hilo holográfico incrustado y la marca de agua. Se utilizaron dos tipos de papel (regular y rayado) en los billetes de $ 20 000, $ 50 000 y $ 500 000.
| Valor nominal                 | Imágenes | Imágenes | Pick N.º | Dimensiones | Color predominante     | Descripción                    | Descripción                                                                              | Fecha de                 | Fecha de            |
| Valor nominal                 | Anverso  | Reverso  | Pick N.º | Dimensiones | Color predominante     | Anverso                        | Reverso                                                                                  | Emisión                  | Retiro              |
| ----------------------------- | -------- | -------- | -------- | ----------- | ---------------------- | ------------------------------ | ---------------------------------------------------------------------------------------- | ------------------------ | ------------------- |
| $ 10 000                      |          |          | 72       | 76 × 153 mm | Marrón                 | Rocas equilibradas de Chiremba | Cosechadora y tractor                                                                    | 29 de septiembre de 2008 | 12 de abril de 2009 |
| $ 20 000                      |          |          | 73a      | 74 × 148 mm | Marrón claro           | Rocas equilibradas de Chiremba | Cataratas Victoria y presa de Kariba                                                     | 29 de septiembre de 2008 | 12 de abril de 2009 |
| $ 20 000                      | 73b      |          |          | 74 × 148 mm | Marrón claro           | Rocas equilibradas de Chiremba | Cataratas Victoria y presa de Kariba                                                     | 29 de septiembre de 2008 | 12 de abril de 2009 |
| $ 50 000                      |          |          | 74a      | 74 × 148 mm | Verde                  | Rocas equilibradas de Chiremba | Tractor y minero                                                                         | 13 de octubre de 2008    | 12 de abril de 2009 |
| $ 50 000                      | 74b      |          |          | 74 × 148 mm | Verde                  | Rocas equilibradas de Chiremba | Tractor y minero                                                                         | 13 de octubre de 2008    | 12 de abril de 2009 |
| $ 100 000                     |          |          | 75       | 74 × 148 mm | Morado (fondo celeste) | Rocas equilibradas de Chiremba | Búfalo africano y elefante                                                               | 5 de noviembre de 2008   | 12 de abril de 2009 |
| $ 500 000                     |          |          | 76a      | 74 × 148 mm | Marrón (fondo verde)   | Rocas equilibradas de Chiremba | Árboles de Aloe excelsa y granja lechera                                                 | 5 de noviembre de 2008   | 12 de abril de 2009 |
| $ 500 000                     | 76b      |          |          | 74 × 148 mm | Marrón (fondo verde)   | Rocas equilibradas de Chiremba | Árboles de Aloe excelsa y granja lechera                                                 | 5 de noviembre de 2008   | 12 de abril de 2009 |
| $ 1 000 000                   |          |          | 77       | 76 × 153 mm | Azul oscuro            | Rocas equilibradas de Chiremba | Ruinas del Gran Zimbabue y toro                                                          | 5 de noviembre de 2008   | 12 de abril de 2009 |
| $ 10 000 000                  |          |          | 78       | 74 × 148 mm | Azul cobalto           | Rocas equilibradas de Chiremba | Edificios del parlamento, catedral anglicana de St. Mary y ruinas del Gran Zimbabue      | 4 de diciembre de 2008   | 12 de abril de 2009 |
| $ 50 000 000                  |          |          | 79       | 74 × 148 mm | Verde                  | Rocas equilibradas de Chiremba | Búfalo africano y ruinas del Gran Zimbabue                                               | 4 de diciembre de 2008   | 12 de abril de 2009 |
| $ 100 000 000                 |          |          | 80       | 74 × 148 mm | Rojo anaranjado        | Rocas equilibradas de Chiremba | Grano y torres de silos                                                                  | 4 de diciembre de 2008   | 12 de abril de 2009 |
| $ 200 000 000                 |          |          | 81       | 74 × 148 mm | Marrón (fondo verde)   | Rocas equilibradas de Chiremba | Edificios del parlamento, catedral anglicana de St. Mary y Acre de los Héroes Nacionales | 12 de diciembre de 2008  | 12 de abril de 2009 |
| $ 500 000 000                 |          |          | 82       | 74 × 148 mm | Púrpura                | Rocas equilibradas de Chiremba | Granja lechera y minero                                                                  | 12 de diciembre de 2008  | 12 de abril de 2009 |
| $ 1 000 000 000 (109)         |          |          | 83       | 74 × 148 mm | Verde                  | Rocas equilibradas de Chiremba | Árboles de Aloe excelsa y elefante                                                       | 19 de diciembre de 2008  | 12 de abril de 2009 |
| $ 5 000 000 000 (5×109)       |          |          | 84a      | 74 × 148 mm | Rojo oscuro            | Rocas equilibradas de Chiremba | Tractor y granja lechera                                                                 | 19 de diciembre de 2008  | 12 de abril de 2009 |
| $ 5 000 000 000 (5×109)       | 84b      |          |          | 74 × 148 mm | Rojo oscuro            | Rocas equilibradas de Chiremba | Tractor y granja lechera                                                                 | 19 de diciembre de 2008  | 12 de abril de 2009 |
| $ 10 000 000 000 (1010)       |          |          | 85       | 74 × 148 mm | Lila                   | Rocas equilibradas de Chiremba | Presa de Kariba y minero                                                                 | 19 de diciembre de 2008  | 12 de abril de 2009 |
| $ 20 000 000 000 (2×1010)     |          |          | 86       | 74 × 148 mm | Verde oliva            | Rocas equilibradas de Chiremba | Ruinas del Gran Zimbabue y árboles de Aloe excelsa                                       | 12 de enero de 2009      | 12 de abril de 2009 |
| $ 50 000 000 000 (5×1010)     |          |          | 87       | 74 × 148 mm | Anaranjado oscuro      | Rocas equilibradas de Chiremba | Ruinas del Gran Zimbabue y edificio del Banco de la Reserva de Zimbabue                  | 12 de enero de 2009      | 12 de abril de 2009 |
| $ 10 000 000 000 000 (1013)   |          |          | 88       | 74 × 148 mm | Verde                  | Rocas equilibradas de Chiremba | Ruinas del Gran Zimbabue y edificio del Banco de la Reserva de Zimbabue                  | 16 de enero de 2009      | 12 de abril de 2009 |
| $ 20 000 000 000 000 (2×1013) |          |          | 89       | 74 × 148 mm | Rojo                   | Rocas equilibradas de Chiremba | Minero y silos de grano                                                                  | 16 de enero de 2009      | 12 de abril de 2009 |
| $ 50 000 000 000 000 (5×1013) |          |          | 90       | 74 × 148 mm | Morado (fondo verde)   | Rocas equilibradas de Chiremba | Presa de Kariba y elefante                                                               | 16 de enero de 2009      | 12 de abril de 2009 |
| $ 100 000 000 000 000 (1014)  |          |          | 91       | 74 × 148 mm | Azul ultramar          | Rocas equilibradas de Chiremba | Cataratas Victoria y búfalo africano                                                     | 16 de enero de 2009      | 12 de abril de 2009 |

## Cuarto dólar de Zimbabue (ZWL)
El dólar zimbabuense se reformó nuevamente el 2 de febrero de 2009 cuando el cuarto dólar (ZWL) reemplazó al tercero (ZWR) en una proporción de 1 000 000 000 000 (1012) a 1, con la intención de eliminarlo gradualmente antes del 1 de julio de 2009. El cuarto dólar circuló desde el 2 de febrero de 2009 hasta su retiro, el 12 de abril de 2009.
| Valor nominal | Imágenes | Imágenes | Pick N.º | Dimensiones | Color predominante | Descripción                    | Descripción                                   | Fecha de             | Fecha de            |
| Valor nominal | Anverso  | Reverso  | Pick N.º | Dimensiones | Color predominante | Anverso                        | Reverso                                       | Emisión              | Retiro              |
| ------------- | -------- | -------- | -------- | ----------- | ------------------ | ------------------------------ | --------------------------------------------- | -------------------- | ------------------- |
| $ 1           |          |          | 92       | 74 × 148 mm | Azul ultramar      | Rocas equilibradas de Chiremba | Trabajadores agrícolas en un poblado          | 2 de febrero de 2009 | 12 de abril de 2009 |
| $ 5           |          |          | 93       | 74 × 148 mm | Verde              | Rocas equilibradas de Chiremba | Pez tigre y presa de Kariba                   | 2 de febrero de 2009 | 12 de abril de 2009 |
| $ 10          |          |          | 94       | 74 × 148 mm | Magenta            | Rocas equilibradas de Chiremba | Ruinas del Gran Zimbabue                      | 2 de febrero de 2009 | 12 de abril de 2009 |
| $ 20          |          |          | 95       | 74 × 148 mm | Púrpura            | Rocas equilibradas de Chiremba | Central eléctrica Hwange                      | 2 de febrero de 2009 | 12 de abril de 2009 |
| $ 50          |          |          | 96       | 74 × 148 mm | Violeta            | Rocas equilibradas de Chiremba | Central eléctrica Hwange                      | 2 de febrero de 2009 | 12 de abril de 2009 |
| $ 100         |          |          | 97       | 74 × 148 mm | Marrón             | Rocas equilibradas de Chiremba | Vista de Harare con la «Llama de la Libertad» | 2 de febrero de 2009 | 12 de abril de 2009 |
| $ 500         |          |          | 98       | 74 × 148 mm | Verde limón        | Rocas equilibradas de Chiremba | Tres elefantes                                | 2 de febrero de 2009 | 12 de abril de 2009 |

## Bonos de Zimbabue (desde 2016)
En noviembre de 2016, gracias al respaldo de un préstamo de 200 millones de dólares estadounidenses provenientes del Banco Africano de Importación y Exportación, el Banco de la Reserva de Zimbabue comenzó a emitir bonos de $ 2. Dos meses después, se lanzaron adicionalmente nuevos bonos de cinco dólares por valor total de US$ 15 millones. Posteriores planes para la emisión de bonos de $ 10 y $ 20 fueron descartados por el gobernador del Banco de Reserva, John Mangudya.
Estos bonos no fueron aceptados mayoritariamente por el pueblo zimbabuense, por lo que el gobierno intentó expandir la oferta de dinero electrónico y emitir letras del tesoro.
Los bonos todavía se encontraban en circulación en 2018, cuando el exministro de Finanzas, Tendai Biti, dijo que deberían ser desmonetizados, pues estaban sujetos a arbitraje. En la campaña para las elecciones de 2018, los bonos se convirtieron en un problema político, con la Alianza MDC pidiendo su reemplazo por «efectivo real».
A pesar de que los billetes estaban vinculados con el dólar estadounidense, su valor, tal como el anterior dólar de Zimbabue, fue cayendo, con transacciones cotidianas que utilizan una tasa de bonos de $ 3 por 1 dólar en enero de 2019 y bonos de $ 13 por 1 dólar a partir de noviembre de 2019.
| Valor nominal | Imágenes | Imágenes | Pick N.º | Dimensiones | Color predominante | Descripción                    | Descripción                                                             | Fecha de          | Fecha de          |
| Valor nominal | Anverso  | Reverso  | Pick N.º | Dimensiones | Color predominante | Anverso                        | Reverso                                                                 | Emisión           | Retiro            |
| ------------- | -------- | -------- | -------- | ----------- | ------------------ | ------------------------------ | ----------------------------------------------------------------------- | ----------------- | ----------------- |
| $ 2           |          |          | 99       | 62 × 155 mm | Verde              | Rocas equilibradas de Chiremba | Monumento de la Llama Eterna de la Independencia y parlamento en Harare | Noviembre de 2016 | Noviembre de 2019 |
| $ 5           |          |          | 100      | 66 × 155 mm | Violeta            | Rocas equilibradas de Chiremba | Tres jirafas                                                            | Noviembre de 2016 | Noviembre de 2019 |

## Ediciones de 2019 y 2020
En noviembre de 2019 empezaron a circular billetes de $ 2 y $ 5 dólares zimbabuenses sin la palabra «Bond Note». El 15 de mayo de 2020, el Banco de la Reserva de Zimbabue anunció la introducción de billetes de 10 y 20 dólares. El billete de $ 10 entró en circulación el 19 de mayo y el de $ 20 dólares durante la primera semana de junio.
El 8 de abril de 2024, el Oro de Zimbabue reemplazó al dólar de Zimbabue, el cual sufrió una rápida depreciación. El tipo de cambio oficial superó los 30 000 dólares zimbabuenses por dólar estadounidense el 5 de abril de 2024, mientras que el tipo de cambio del mercado paralelo alcanzó los 40 000 por dólar estadounidense. La inflación anual en Zimbabue alcanzó el 55,3% en marzo de 2024.
| Valor nominal | Imágenes | Imágenes | Pick N.º | Dimensiones | Color predominante | Descripción                                | Descripción                                                                             | Fecha de | Fecha de            | Ref.   |
| Valor nominal | Anverso  | Reverso  | Pick N.º | Dimensiones | Color predominante | Anverso                                    | Reverso                                                                                 | Emisión  | Retiro              | Ref.   |
| ------------- | -------- | -------- | -------- | ----------- | ------------------ | ------------------------------------------ | --------------------------------------------------------------------------------------- | -------- | ------------------- | ------ |
| $ 2           |          |          | 101      | 155 × 62 mm | Verde              | Rocas equilibradas de Chiremba con árboles | Llama eterna en el Acre de los Héroes Nacionales y antigua Casa del Parlamento          | 2019     | 30 de abril de 2024 | [ 74 ] |
| $ 5           |          |          | 102      | 155 × 66 mm | Morado             | Rocas equilibradas de Chiremba con árboles | Tres jirafas y aloe de Zimbabwe                                                         | 2019     | 30 de abril de 2024 | [ 75 ] |
| $ 10          |          |          | 103      | 155 × 66 mm | Rosado oscuro      | Rocas equilibradas de Chiremba con árboles | New Reserve Bank Tower y cuatro búfalos africanos                                       | 2020     | 30 de abril de 2024 | [ 76 ] |
| $ 20          |          |          | 104      | 155 × 66 mm | Verde cian         | Rocas equilibradas de Chiremba con árboles | Elefante africano y cataratas Victoria                                                  | 2020     | 30 de abril de 2024 | [ 76 ] |
| $ 50          |          |          | 105      | 155 × 66 mm | Salmón             | Rocas equilibradas de Chiremba con árboles | Tumba del Soldado Desconocido en el Acre de los Héroes Nacionales y Nehanda Nyakasikana | 2020     | 30 de abril de 2024 | [ 77 ] |
| $ 100         |          |          | 106      | 155 × 66 mm | Amarillo Nápoles   | Rocas equilibradas de Chiremba con árboles | Baobab africano y ruinas del Gran Zimbabue                                              | 2020     | 30 de abril de 2024 | [ 78 ] |

## Prefijos de los billetes de reemplazo
El Banco de la Reserva asignó prefijos especiales para los billetes de reemplazo: los prefijos para los billetes de reemplazo del dólar zimbabuense variaron hasta la introducción del segundo dólar en agosto de 2006, cuando se decidió utilizar en gran medida "ZA".
|          | N.º Pick | N.º Pick | N.º Pick | N.º Pick | N.º Pick | N.º Pick | N.º Pick | N.º Pick | N.º Pick | N.º Pick | N.º Pick | N.º Pick | N.º Pick                      | N.º Pick | N.º Pick | N.º Pick | N.º Pick | N.º Pick | Ref.                        |
| Prefijos | AB       | AC       | AD       | AE       | AF       | AP       | AW       | BW       | CW       | CZ       | DW       | TA-TB    | ZA                            | ZB       | ZA-ZD    | ZE       | ZE-ZH    | ZJ-ZM    | Ref.                        |
| -------- | -------- | -------- | -------- | -------- | -------- | -------- | -------- | -------- | -------- | -------- | -------- | -------- | ----------------------------- | -------- | -------- | -------- | -------- | -------- | --------------------------- |
| ZWD      | 5        | 6        | 7        | 8        | 9        | 10       | 1, 12    | 2        | 3        | 30       | 4        | 11       | 28, 31                        | 29, 32   | 21       |          | 22       | 23       | [ 80 ] [ 81 ] [ 82 ] [ 83 ] |
| ZWN      | —        | —        | —        | —        | —        | —        | —        | —        | —        | —        | —        | —        | 33-45, 46a, 47-54, 55a, 56-64 | 46b      | —        | 55b      | —        | —        | [ 84 ] [ 85 ]               |
| ZWR      | —        | —        | —        | —        | —        | —        | —        | —        | —        | —        | —        | —        | 65-91                         | —        | —        | —        | —        | —        | [ 86 ]                      |
| ZWL      | —        | —        | —        | —        | —        | —        | —        | —        | —        | —        | —        | —        | 92-98                         | —        | —        | —        | —        | —        | [ 87 ]                      |

## Objetos de colección

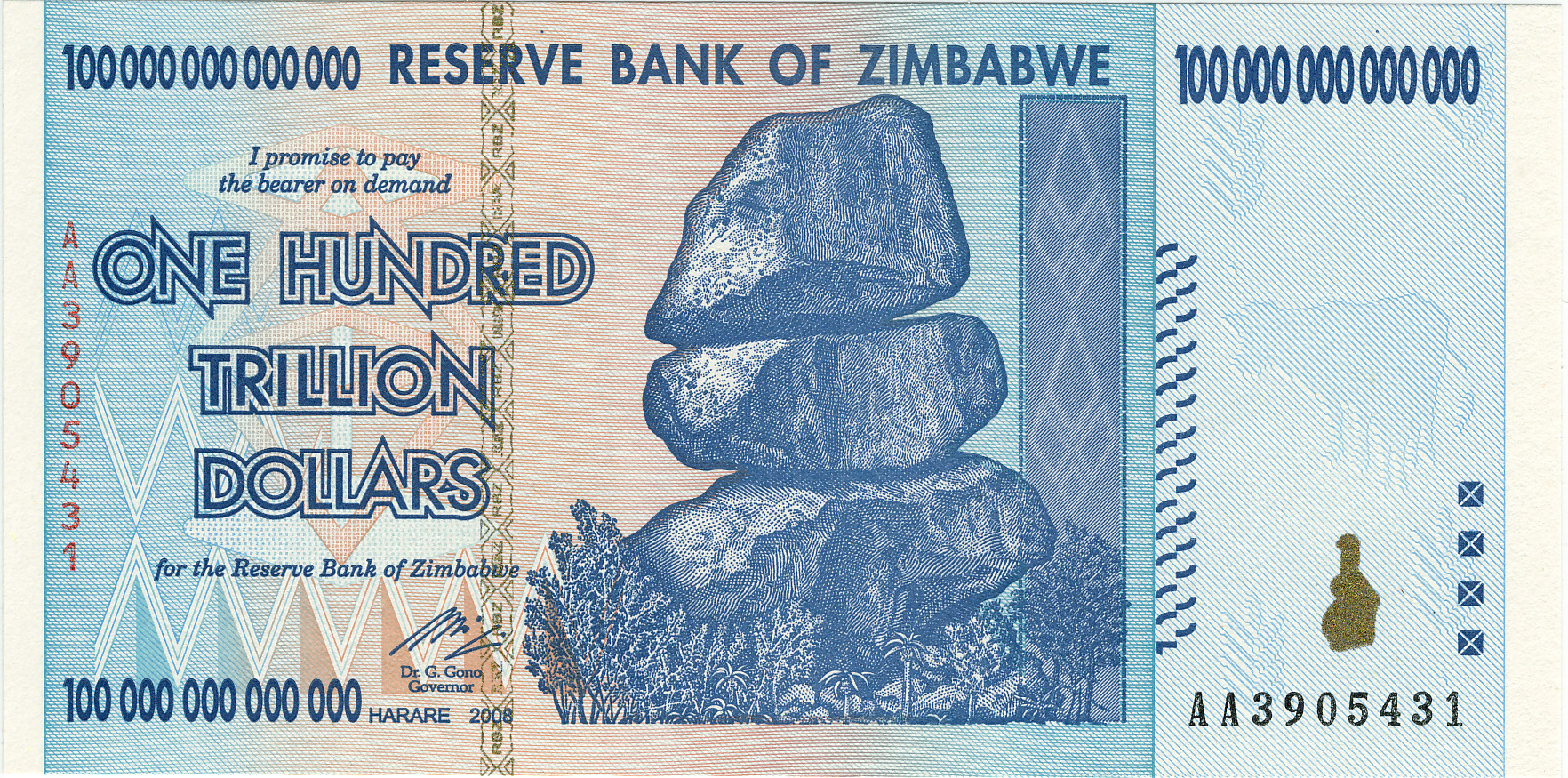
Anverso del billete de 100 «trillones» (billones en la escala corta) de dólares de Zimbabue

Los billetes hiperinflacionarios de Zimbabue –como el de la denominación de cien «trillones» (billones en la escala corta)– han ganado considerable interés de la comunidad numismática y de los compradores en general, más por sus absurdas cantidades que por sus diseños. Algunas muestras de semejantes billetes pueden venderse más allá de su verdadero valor nominal.
El precio y el valor de un billete de Zimbabue dependen de varios factores: la rareza, basada en factores como el nombre de la ciudad capital, cuánto tiempo se imprimió o el tipo de marca de agua; su condición y la situación nacional en el momento de la emisión, como la escasez o la hiperinflación. Los diseños y variantes comunes como el billete de $ 100 de 1995 (Pick N.º 9) generalmente se valoran en alrededor de $ 1 cada uno, mientras que variedades raras como el billete de $ 10 con el error de Salisbury como capital (Pick N.º 3b) y las emisiones del Standard Chartered son valorados en unos $ 100 o más. Los billetes de Zimbabue generalmente son vendidos por comerciantes de billetes en tiendas especializadas o en Internet, aunque las piezas más valiosas teóricamente califican para su inclusión en una subasta.